# CENDEAC
El CENDEAC es el "Centro de Documentación y Estudios Avanzados de Arte Contemporáneo" de la Región de Murcia. Está situado en el Pabellón 5 del Antiguo Cuartel de Artillería (Murcia), ubicado en la calle Madre Elisea Oliver Molina. El Cendeac pertenece al Instituto de las Industrias Culturales y las Artes de la Región de Murcia (ICA).

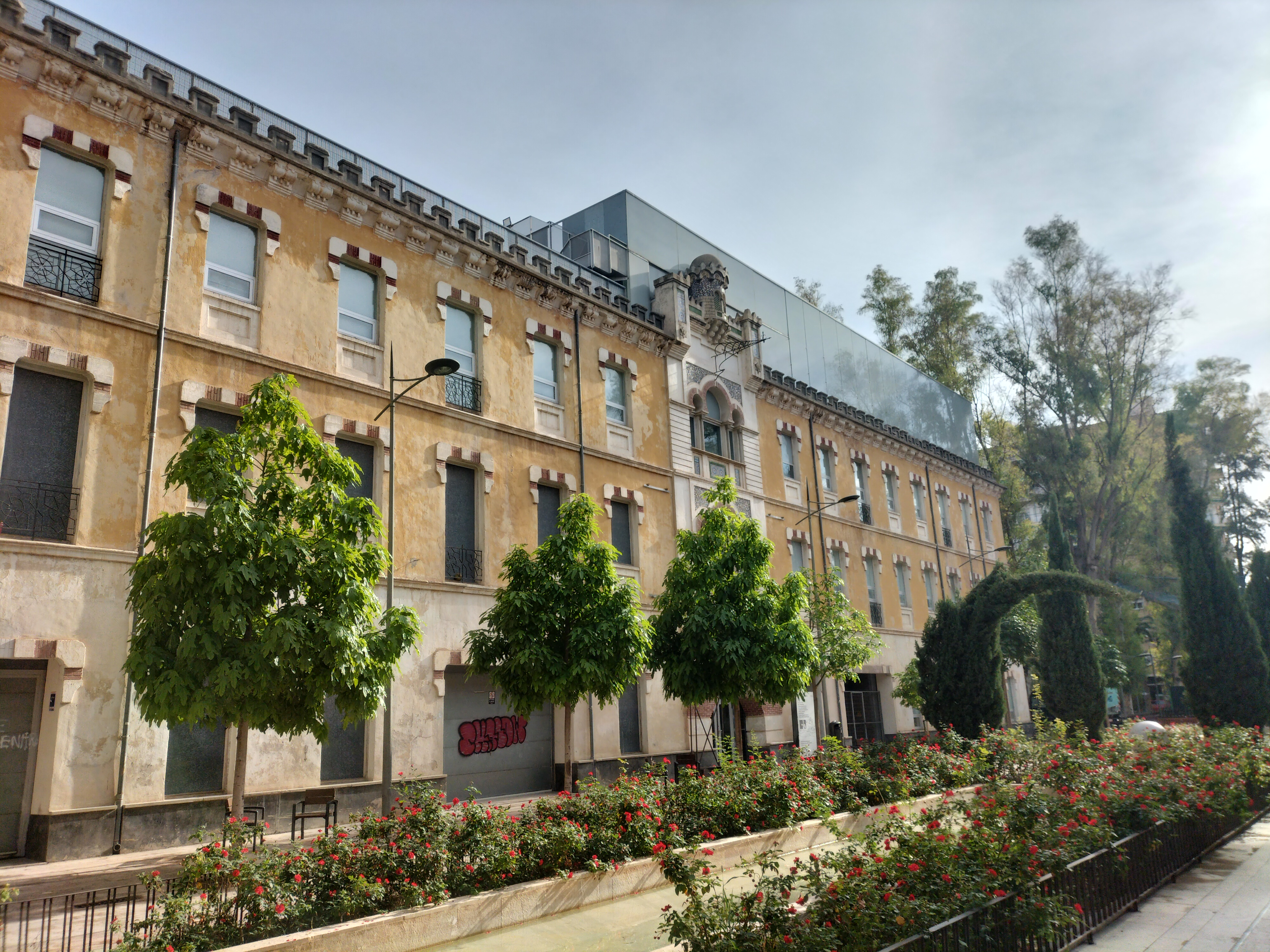
CENDEAC y Centro Párraga

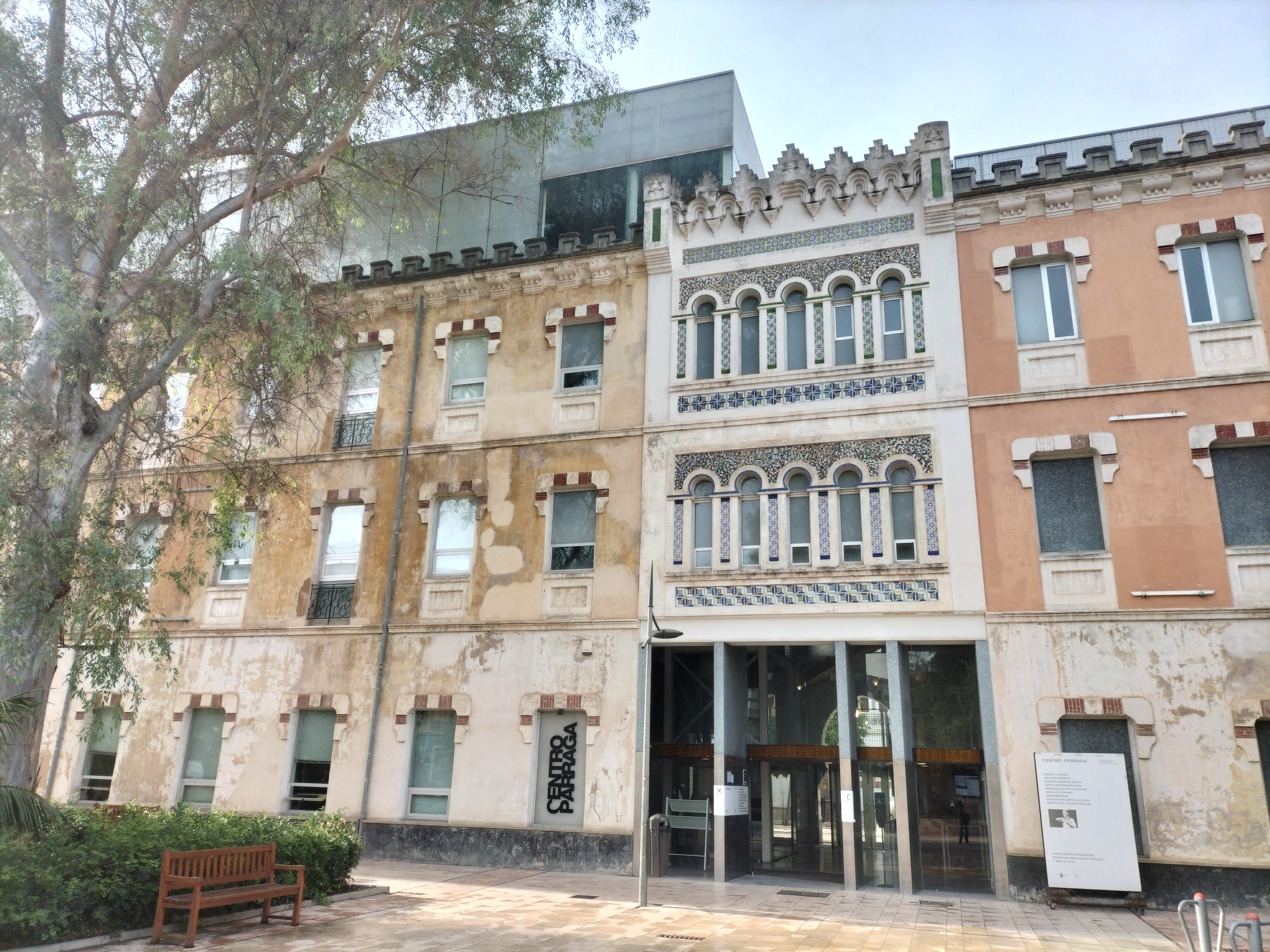
CENDEAC y Centro Párraga

## Colecciones
En la actualidad, cuenta con un fondo bibliográfico aproximado de 40.000 documentos, repartidos en distintas secciones, formatos y soportes:

## Servicios
- Actividades
- Centro de Documentación
- Publicaciones
- Grupos de Trabajo